# Кледровец, Юрай
Юрай Кледровец (словац. Juraj Kledrowetz; род. 6 июля 1970 года, Липтовски-Микулаш, Чехословакия) — бывший словацкий хоккеист, игравший на позиции защитника.

## Карьера
Воспитанник хоккейной школы ХК «32 Липтовски Микулаш». Выступал за ХК «32 Липтовски Микулаш», ХК «Кошице», ХК «Попрад».
В составе национальной сборной Словакии провел 50 матчей (5 голов), участник чемпионата мира 1994 (группа C).

## Достижения
- Чемпион Словакии (1996, 1999, 2009), серебряный призер (1997, 1998, 2003, 2008, 2011), бронзовый призер (2002, 2007).